# Clupeosoma rufistriata
Clupeosoma rufistriata là một loài bướm đêm trong họ Crambidae.